# Wairoa District
Der Wairoa District ist eine zur Region Hawke’s Bay gehörende Verwaltungseinheit in Neuseeland. Der Rat des Districts, Wairoa District Council (Distriktrat) genannt, hat seinen Sitz in der Stadt Wairoa, ebenso wie die Verwaltung des Distrikts.

## Geographie

### Geographische Lage
Der Distrikt stellt mit 4077 km² reiner Landfläche den zweitgrößten Distrikt in der Region Hawke’s Bay dar. Mit 7890 im Jahr 2013 gezählten Einwohnern kommt der Distrikt auf eine Bevölkerungsdichte von 1,9 Einwohner pro km² und ist damit der Distrikt mit der zweitgeringsten Bevölkerungsdichte auf der Nordinsel hinter dem Ruapehu District mit 1,8 Einwohner pro km².
Der Wairoa District grenzt im Südwesten und Westen an den Hastings District, im Nordwesten an den Whakatāne District, der zur Region Bay of Plenty gehört und im Nordosten an den Gisborne District, der als eine Unitary Authority auch die Aufgaben einer Region wahrnimmt, an. Die südliche Grenze des Distrikts wird durch die Küstenlinie zur Hawke Bay gebildet und im Osten tut dies die Küste zum Pazifischen Ozean.
Einzige Stadt des Distrikts ist Wairoa, alle anderen Orte liegen unter 1000 Einwohnern. Der Distrikt ist größtenteils von einer Berglandschaft geprägt, die nach Nordwesten hin zu den Bergketten der Otaunoa Range, der Matakuhia Range und der Huiarau Range aufsteigt. Höchster Berg im Distrikt ist der 1403 m hohe Manuoha. Südlich des Berges und von den drei Bergketten umsäumt liegt der Lake Waikaremoana, der vor gut 2200 Jahren durch einen Erdrutsch nach einem Erdbeben entstanden ist und den Waikaretāheke River aufgestaut hat. Weitere Flüsse im Distrikt sind von West nach Ost gelistet der Mohaka River, der Waihua River, der Waiau River, der Wairoa River, der Ruakituri River und der Nuhaka River.

### Klima
Das Klima des Distrikts ist reich an Variationen. Der vorherrschende süd- bis südwestliche Wind sorgt zuweilen für Temperaturschwankungen. Die mittleren Tagestemperaturen liegen im Sommer zwischen 16 und 24 °C und im Winter zwischen 0 und 8 °C je nach Höhenlage. Auch die Sonnenscheindauer ist im gesamten Distrikt nicht einheitlich, von 2200 Stunden pro Jahr nimmt sie nach Westen hin bis auf unter 1900 Stunden ab. Die Niederschläge variieren zwischen 1000 und 1400 mm pro Jahr. Lediglich im Nordwesten, zu den höheren Bergen hin, liegen die Niederschläge jenseits der 2000 mm.

## Geschichte
Der Distrikt war ursprünglich das Siedlungsgebiet des Tākitimu Waka, woraus sich der Māori-Iwi (Stamm) der Ngāti Kahungunu gebildet hat. 1839 kam mit William Rhodes der erste Europäer. Er gründete die erste Handelsstation. Ihm folgte 1841 der Missionar William Williams, der 1844 im Distrikt die erste Missionsstation gründete. Die europäischen Siedler, die kamen, nutzten das Land für den Flachsanbau und zur Schafzucht. Die Konflikte um Land führte auch in dieser Region zu kriegerischen Auseinandersetzungen zwischen Māori und Pākehā, wie die weißen Siedler genannt wurde. Den unterlegenen Māori wurde später das Land genommen.

## Bevölkerung

### Bevölkerungsentwicklung
Von den 7890 Einwohnern des Distrikts waren 2013 4689 Einwohner Māori-stämmig (59,4 %). Damit lebten 0,8 % der Māori-Bevölkerung des Landes im Wairoa District. Das durchschnittliche Einkommen in der Bevölkerung lag 2013 bei 22.000 NZ$ gegenüber 28.500 NZ$ im Landesdurchschnitt.

### Herkunft und Sprachen
Die Frage nach der Zugehörigkeit einer ethnischen Gruppe beantworteten in der Volkszählung 2013 49,5 % mit Europäer zu sein, 62,9 % gaben an, Māori-Wurzeln zu haben, 2,2 % kamen von den Inseln des pazifischen Raums und 1,7 % stammten aus Asien (Mehrfachnennungen waren möglich). 6,1 % der Bevölkerung gab an in Übersee geboren zu sein und 20,0 % der Bevölkerung sprachen Māori, bei den Māori 30,5 %.

## Politik

### Verwaltung
Der Wairoa District ist im Gegensatz zu anderen Distrikten nicht noch einmal in unterschiedliche Wards aufgeteilt. Es gibt fünf gewählte Councillors (Ratsmitglieder). Zusammen mit dem Mayor (Bürgermeister) bilden sie den District Council (Distriktsrat). Der Bürgermeister und die fünf Ratsmitglieder werden alle drei Jahre neu gewählt.

## Wirtschaft
Mit einem durchschnittlichen Pro-Kopf-Einkommen von 22.000 NZ$ zählt der Wairoa District mit zu den ärmeren Distrikten in Neuseeland. Der Haupterwerb kommt durch die Landwirtschaft. Etwa 60 % der Distriktsfläche wird produktiv genutzt. Davon werden alleine 48 % als Weideland verwendet. Die Forstwirtschaft versucht man zu entwickeln. Der Tourismus ist verglichen mit anderen Gebieten Neuseelands unterentwickelt. Touristischen Anziehungspunkte stellen das Gebiet des Te Urewera mit dem Lake Waikaremoana sowie die Māhia Peninsula mit ihren Wassersportmöglichkeiten, Fischen und langen Sandstränden dar.
Im nördlichen Teil des Distrikts wurden Naturgasvorkommen gefunden. Man erhofft sich bei einer wirtschaftlichen Ausbeutung einen Teil der Energieversorgung des Distrikts mit dem Gas abdecken und rund 15 % der Energiekosten einsparen zu können. Die Explorationen sind aber noch nicht abgeschlossen (Stand 2012).

## Infrastruktur

### Verkehr
Zwei New Zealand State Highways durchkreuzen den Distrikt, entlang der Küste ist dies der State Highway 2, der Wairoa mit Gisborne im Nordosten und Napier im Südwesten verbindet. Der State Highway 38 zweigt von Wairoa nach Nordwesten in die Berge ab und reicht als State Highway nur bis zum Ort Aniwaniwa am Lake Waikaremoana, von wo aus die Straße als einfache Landstraße durch die Bergregion bis nach Murupara, im Whakatāne District liegend, führt.